# لورا أوكروس
لورا أوكروس (بالإسبانية: Laura Ucrós Téllez)‏ مواليد 13 يونيو 1995 في بوغوتا، هي لاعبة كرة مضرب كولومبية. أعلى تصنيف لها في الفردي كان 946.

## النهائيات

### الزوجي (0–1)
| الحصيلة | الرقم | التاريخ        | الدورة           | الأرضية | الشريك     | المنافس                      | النتيجة  |
| ------- | ----- | -------------- | ---------------- | ------- | ---------- | ---------------------------- | -------- |
| الوصافة | 1.    | 17 سبتمبر 2012 | بوغوتا، كولومبيا | ترابية  | بلير شانكل | يوليانا ليزارازو لورا بيجوسي | 2–6, 2–6 |

## روابط خارجية
- لورا أوكروس على موقع رابطة محترفات التنس (الإنجليزية)
- لورا أوكروس على موقع الاتحاد الدولي لكرة المضرب (الإنجليزية)
- لورا أوكروس على موقع كأس بيلي جين كينغ (الإنجليزية)
- لورا أوكروس على موقع خلاصة التنس.كوم (الإنجليزية)